# Velilla del Río Carrión
Velilla del Río Carrión é um município da Espanha na província de Palência, comunidade autónoma de Castela e Leão, de área  km² com população de 1554 habitantes (2007) e densidade populacional de 8,20 hab/km².

## Demografia
| Variação demográfica do município entre 1991 e 2004 | Variação demográfica do município entre 1991 e 2004 | Variação demográfica do município entre 1991 e 2004 | Variação demográfica do município entre 1991 e 2004 |
| --------------------------------------------------- | --------------------------------------------------- | --------------------------------------------------- | --------------------------------------------------- |
| 1991                                                | 1996                                                | 2001                                                | 2004                                                |
| 2103                                                | 1976                                                | 1682                                                | 1632                                                |